# Andrew Hall
Andrew Hall (Manchester, 1954. január 19. – 2019. május 20.) angol színész.

## Életútja
A guildfordi Royal Grammar Schoolban tanult. 17 évesen az Yvonne Arnaud Színházban vállalt munkát. Majd Exeterben a Northcott Theatre-ben dolgozott színpadvezető asszisztensként. A londoni Royal Courtban már színpadvezető volt. Ezt követően színészetet tanult a London Academy of Music and Dramatic Arton. 1976-tól főleg televíziós sorozatokban szerepelt. 2008 tavaszától 2009 nyaráig Bill szerepét játszotta a Mamma Mia! színpadi verziójában Londonban és több darabot is rendezett (Who's Afraid of Virginia Woolf?, THe Entertainer).

## Filmjei
Mozifilmek
- Játszik még a szív (The Truth About Love) (2005)
- Stormhouse (2011)
- Kill Ben Lyk (2018)

Tv-filmek
- The Funny Side of Christmas (1982)
- Lovasok (Riders) (1993)

Tv-sorozatok
- Brensham People (1976)
- Butterflies (1978–1983, 28 epizódban)
- The Enigma Files (1980, egy epizódban)
- Kelly Monteith (1981, egy epizódban)
- Baleseti sebészet (Casualty) (1986, 2015, két epizódban)
- Dead Entry (1987, három epizódban)
- Brookside (1988, egy epizódban)
- Children's Ward (1989, 13 epizódban)
- Tell Vilmos (Crossbow) (1989, egy epizódban)
- Birds of a Feather (1990, egy epizódban)
- 2,4 gyerek (2point4 Children) (1992, három epizódban)
- Lucy Sullivan férjhez megy (Lucy Sullivan Is Getting Married) (1999, hat epizódban)
- Holby Városi Kórház (Holby City) (2001, egy epizódban)
- Dream Team (2001, egy epizódban)
- Judge John Deed (2001, egy epizódban)
- Doktorok (Doctors) (2006, egy epizódban)
- The Afternoon Play (2007, egy epizódban)
- The Conspiracy for Good: London 2010 (2010, TVS)
- EastEnders (2010, két epizódban)
- Coronation Street (2011, 41 epizódban)
- Nixon's the One (2013, egy epizódban)
- Hollyoaks (2015, egy epizódban)
- Blood Drive (2017, négy epizódban)